# مسئله جانشینی شوگون
مسئله جانشینی شوگون (به ژاپنی: 将軍継嗣問題)؛ به درگیری سیاسی در ژاپن برای تعیین جانشین توکوگاوا ایه‌سادا (شوگون سیزدهم) گفته می‌شود.
شوگون دوازدهم توکوگاوا ایه‌یوشی به فاصله کمی پس از اردوکشی ناخدا پری به ژاپن در ۸ اوت سال ۱۸۵۳، در روز ۲۷ اوت همان سال در اثر نارسایی قلبی به‌موجب گرمازدگی درگذشت. وی ۱۴ پسر و ۱۳ دختر داشت که تمامی آنان به غیر از پسر چهارم وی توکوگاوا ایه‌سادا (شوگون سیزدهم) قبل از رسیدن به سن بلوغ درگذشتند. ایه‌سادا نیز از کودکی بیمار بود و به‌شدت از ظاهر شدن در انظار نفرت داشت و توانایی اداره کشور را نداشت. برای تعیین جانشینِ توکوگاوا ایه‌سادا، مسئله جانشینی شوگون رخ داد و در این درگیری سیاسی دایمیوها به دو دسته تقسیم شدند:
- جناح نانکی: به طرفداران توکوگاوا ایه‌موچی، از خاندان کیشو توکوگاوا در مسئله جانشینی شوگون گفته می‌شود. در نهایت ایه‌موچی به پشتیبانی ای نائوسوکه درحالی‌که تنها ۱۲ سال داشت به عنوان شوگون چهاردهم منصوب شد.[۱]
- جناح هیتوتسوباشی: به طرفداران توکوگاوا یوشینوبو، در مسئله جانشینی شوگون گفته می‌شود. پس از مرگ زودرس ایه‌موچی در سن بیست سالگی، توکوگاوا یوشینوبو به عنوان شوگون پانزدهم منصوب شد.[۲]